# 雲章一慶
雲章一慶（うんしょういっけい、至徳3年/元中3年5月12日（1386年6月9日） - 寛正4年1月23日（1463年2月11日））は、室町時代中期の臨済宗聖一派の僧。諱は一慶。字は雲章。父は一条経嗣で、一条兼良の兄。
6歳の時山城国山崎の成恩寺の通言について童子となり、1401年東福寺に入って出家・受戒した。翌年、明の天倫道彝・一庵一如が来日すると、これに面会して教えを受けた。後に聖寿寺にて岐陽方秀の門人となり、更に1413年には南都にて華厳宗・法相宗を学んだ。1426年東福寺ののち堂寮で秉払（ひんぽつ＝住持に代わり払子（ほっす）をもって説法する僧）となった。1430年普門寺の住持となり、奇山円然の拝塔嗣法（死後の門人として教えを継承することを宣言する）を行った。永享6年-7年（1434年-1435年）伏見宮貞成親王に元亨釈書を講義している（看聞日記）。嘉吉元年（1441年）東福寺住持（132世）となり、宝徳元年（1449年）南禅寺に移り、172世住持となる。同年、東山常在光寺へ隠居する。五山の粛正に務めるとともに臨済宗及び朱子学の振興に務めて多くの著作を残した。死後に、弘宗禅師と勅諡される。